# 狂言回し
狂言回し（きょうげんまわし）とは、物語において、観客（あるいは読み手などの受け手）に物語の進行の理解を手助けするために登場する役割のこと。場合によっては物語の進行役も務める。狂言廻しとも書かれる。狂言の世界から生まれた言葉で、今ではあらゆる分野のフィクション全般で広く使われる。

## 概要
端的に言うと「進行役」「語り手」「語り部」に当たる役割である。作品によってその登場頻度には差異があり、全編通して登場する進行役の場合もあれば、物語の冒頭と最後に顔を出し解説を加えるのみだったり、あるいは物語が複雑になった時に現れて観客の理解の手助けをしたり、など、その使われ方は様々である。
物語の中の世界にて観客の視点を代行する役割を果たすため、基本的には、物語そのものに関わることはない。また、進行役が語る内容は演者の演技やセリフを補完する演出として行われるため、読み聞かせとは性格を異にする。物語によっては複数の狂言回しが登場する場合もある。
狂言回しは作品の一部として挿入されるため、本編の演者の関係者を装う演出がされることがある。一方、ナレーションは、本編に登場する演者が兼ねることがあるが、この性質上、演者が同じになる舞台で行われることは少なく、主に編集が可能なメディア（ラジオ、テレビ、映画）で多用される。ただし以上も一般論であり、演出意図によって舞台でも録音が使われたり、劇中劇のような演出効果を狙ったりなど、狂言回しによる表現はもはや一様に説明できるものではなくなっている。

## 狂言回しの例

### 演劇
隊長（天保十二年のシェイクスピア）
下総に住む百姓たちの元締め的な存在。シェイクスピアの全37作品が入り混じる世界を闊歩し、物語の裏事情や場面の解説などをする。時には、『語り手の特権』として劇中の時間を停止させたりすることもある。
ルイジ・ルケーニ（エリザベート）
物語の進行役、狂言回し。ルケーニが逮捕されるときの服装（黒の帽子に黒のジャケット、黒のズボンという全身黒のいでたち）が主な衣装だが場面によってはタキシードや全身紫の喜劇役者のような格好で登場したりする。なお、日本の公演では「ルキーニ」と表記されることがある。

### 映画
C-3POとR2-D2（スター・ウォーズ・シリーズ）
シリーズ全作に出演し、たびたび狂言回し的な役割を演じる。
吉田和子（恋の罪）
水野美紀が演じる女刑事吉田和子が、猟奇殺人事件を捜査するという形で、物語は自動的に結末まで進んで行く。彼女の秘密も劇中で曝すことにより、観る者から、被害者と対等な立場であるとの印象を与える役目もはたす。

### テレビドラマ
紳々・竜々（人形劇 三国志）
司会を務める島田紳助・松本竜介に似せた架空の人物であり、人も殺せぬ頼りない一兵卒として作中で様々な場面に現れ、物語に関わる。
近松門左衛門（八代将軍吉宗）
江守徹が演じる。アバンタイトルで解説を行う他、時々本編にも乱入する。途中で病没するが、幽霊となって引き続き語り部を務める。また、狂言回しであることを自称している。なお、アシスタント役として娘のお梶（演：遠野凪子）が登場するが、セリフはほとんどない。
水戸光圀（葵 徳川三代）
中村梅雀が演じる。上記の近松と同様の役割を務める。アシスタント役として与力の助さん（演：浅利香津代）・格さん（演：鷲尾真知子）も登場し、こちらはセリフも多い。
徳川家康（青天を衝け）
北大路欣也が演じる。自身が開いた徳川幕府が明治維新を経て終焉してゆく様子を俯瞰しながら作中の出来事を語る。
菊村栄一（やすらぎの刻〜道）
梅宮辰夫が演じる。石坂浩二演じる脚本家・菊村栄の亡き父。息子の栄の元に天国からやって来て、これまでのあらすじを語らせる。

### 漫画
ロック（超人ロック）
彼は主人公であるが、不死の超人であるため物事を達観し、表舞台には出ようとせず、物語にもほとんど関わらないこともある。それでいて千年単位で刻まれる宇宙年代記の歴史の転換点に立会い、歴史の陰で重要な役割を果たす。
火の鳥（火の鳥）
実際の主人公は火の鳥にまつわる人々で（編により異なる）、基本的には傍観者である。また、主要な登場人物である猿田彦の血を引く者が、編によって、主人公を務めたり、狂言回しを務めたりしている。
峠草平（アドルフに告ぐ）
本作の冒頭で自らを狂言回しであると語っている。オリンピックに沸きあがるベルリンで起きた弟の不審な死に方から物語は始まり、本作におけるキーワードである「手紙」を手にしたことから自身も陰謀に巻き込まれていく。
本作の主人公である3人のアドルフが全員死に絶えた後、この一連の事件を書き記した本を記し、本作は彼の回想という形式を取る。
喪黒福造（笑ゥせぇるすまん）
主人公であるものの、実際的にはゲストでもあるお客様が中心となっているため、基本的には上記の火の鳥と同様、傍観者である。
ジャン（ギャンブルッ!）
天才的な勝負師だがギャンブルのルールを知らない主人公のマサルに対し、相手の情報や賭け事のルール、状況の解説を行う役割を担う。数学的な頭脳は非常に高い一方、マサルの得意とする「場のツキや流れを読み取る戦い方」には焦りや驚きを表し、パートナーでありながら観客の気持ちを代弁・補足する人物である。

### アニメ
ストーカー（機動武闘伝Gガンダム）
毎話の本編開始前に登場し、視聴者と同じ目線で前回までのあらすじを解説する。本編には登場しない。

### 小説
ジョン・H・ワトスン（シャーロック・ホームズシリーズ）
小説自体がワトスンの記録による物という体裁を取っており、典型的な語り部型の狂言回し。
ジェイムズ・シェパード（アクロイド殺し）
物語の語り手であり、一見、狂言回しに見える人物なのだが、実は重大な秘密を抱えている。狂言回しのように見せかけていながら、実はそうではないという手法の典型例の一つ。
ブギーポップ（ブギーポップシリーズ）
本作の主人公は一巻ごとに交代し、ブギーポップは物語を締める役割である。
内田康夫（浅見光彦シリーズ）
主人公の浅見光彦は実在した人物であり、彼から聞いた話を作者が小説として書いている、という体裁を取っている。